# Chiroqchi
 (décembre 2023).
Chiroqchi (en ouzbek : Chiroqchi, en russe : Чиракчи, romanisé : Chirakchi) est une ville située dans la région de Kachkadaria, en Ouzbékistan. Elle est la capitale du district de Chiroqchi. Sa population s'élevait à 23 800 habitants en 2016.

## Histoire
Le nom de l'établissement est Chirakchi Fortress, connu depuis le XIVe siècle. Il était le centre du district de Chirakchin du Khanat de Boukhara. Autour de la ville moderne de Chirakchi, sur le territoire de la ferme collective de Mehnatkash, il reste des vestiges de l'ancienne ville de Kishmishtepa. Cette ville a été fondée aux alentours du Ve au VIe siècle. Elle était composée d'une citadelle appelée Shahristan. Le Shahristan couvre une superficie de 24 hectares et est entouré de murs et d'un fossé. Les murs remontent aux VIIe et VIIIe siècles et ont été renforcés aux IXe et Xe siècles. Le Shahristan a commencé à s'étendre aux VIIe et VIIIe siècles et est devenu une grande ville aux IXe et Xe siècles. Après l'invasion mongole au XIIIe siècle, la ville a décliné.
S. B. Lunin fournit une description de cette ville, affirmant que « Aux abords du centre du district de Chirakchin, non loin de la rive de la rivière Kachkadaria, se trouvent les ruines de Kishmishtepa, qui peuvent être considérées comme les vestiges d'une ville médiévale. Des recherches ont été menées dans cette région dans les années 1960. Les dimensions du Shahristan ont été estimées à 700 sur 350 mètres. Après la construction d'usines de briques et d'autres installations, la ville antique a été détruite. L'érudit Shamsuddin Kamoliddinov pense que la ville de Khushminjakas, mentionnée dans le Kitab-al-Ansab d'Abdul Karim ibn Muhammad al-Samani, qui a voyagé à travers l'Asie centrale au XIIe siècle, correspond à Kishmishtepa ». La ville antique a été découverte lorsque des enfants ont trouvé des pièces d'argent et d'or. La découverte la plus célèbre est une pièce d'argent avec l'image de Mamun al-Rashid, le frère du calife Harun al-Rashid, un personnage du célèbre livre « Les Mille et Une Nuits ». Des sources du milieu du XVIIIe siècle indiquent l'existence de la forteresse de Chirakchi. Selon l'académicien V. V. Bartold, Chirakchi existait même avant, pendant le règne d'Ubaydullah Khan.
Les grandes villes autour de Chirakchi, Karchi et Chakhrisabz étaient directement subordonnées à l'émir de Boukhara. La route caravanière passant par Shakhrisabz était montagneuse et difficile à traverser, c'est pourquoi la route passant par Chirakchi était la plus pratique. Même les caravanes en provenance d'Afghanistan et d'Inde passaient par ici. Au XIXe siècle, Chirakchi était une petite forteresse entourée de remparts défensifs. Le célèbre voyageur et historien hongrois Hermann Vambéry mentionne cela dans son livre « Voyage en Asie centrale ». Dans ses mémoires, Sadriddin Aini relate une tentative de fomenter des soulèvements à Chirakchi pendant le règne d'Abdullah Khan. Il est dit que les habitants, fatigués de l'indifférence des fonctionnaires locaux, ont décidé de se révolter. Cependant, ultérieurement, ils ont changé d'avis et ont décidé d'envoyer une délégation de 200 personnes à l'émir de Boukhara.
Ces personnes portent traditionnellement des vêtements en feutre noir, similaires aux ponchos mexicains. À Boukhara, il y avait des rumeurs circulant à propos de ces deux cents personnes vêtues de «feutre». Initialement, l'émir de Boukhara les a bien traitées, mais plus tard, par tromperie, il a décidé de les arrêter. Après la Seconde Guerre mondiale, certains prisonniers de guerre allemands et polonais ont trouvé refuge temporaire ici, et certains y ont vécu jusqu'à la fin de leurs jours. Le 24 novembre 1977, par décision du présidium du Soviet suprême de l'Ouzbékistan, Chirakchi a été désigné comme le centre du district. Il a officiellement obtenu le statut de ville en 1980.

## Statut socioéconomique
Une usine de décorticage du coton et une station de réparation et d'entretien sont en activité dans la ville. Il y a également une usine de tapis. Les habitants de la ville tirent principalement leurs revenus du petit commerce, de l'agriculture familiale et de l'élevage. En 2005, la société à responsabilité limitée «Ulug», en collaboration avec l'entreprise « Kitsan Sanayi » de Turquie, a ouvert une entreprise commune qui transforme la fibre de coton et produit des kalavas et des produits tricotés à partir de celle-ci. Avec un capital social de 600 000 dollars américains, cette entreprise a créé environ 100 nouveaux emplois.

## Géographie
Elle est située sur la rivière Kachkadaria, à 12 kilomètres de la gare ferroviaire de Yakkabag, et à environ 500 kilomètres au sud de Tachkent. La ville se trouve dans les contreforts sud-ouest de la chaîne du Zeravshan, à une altitude d'environ 510 mètres au-dessus du niveau de la mer.

## Attractions
Il y a une égreneuse de coton, une usine de tapis et une usine d'art. Le club de football local « Chirokchi » est populaire parmi les habitants de la ville et joue dans le nouveau stade « Tamerlan », qui peut accueillir jusqu'à 3 000 spectateurs.